# Little Miss Hoover
Little Miss Hoover er en amerikansk stumfilm fra 1918 af John S. Robertson.

## Medvirkende
- Marguerite Clark - Nancy Craddock
- Eugene O'Brien - Adam Baldwin
- Alfred Hickman - Matthew Berry
- Forrest Robinson - William Craddock
- Hal Reid - Major J. Craddock